# ای نائوموتو
ایی نائوموتو (به ژاپنی: 井伊直元 Ii Naomoto)؛(تولد نامشخص – مرگ ۸ ژوئن ۱۵۴۱) یک سامورایی در دوره سنگوکو و پسر ایی نائوهیرا رهبر خاندان ای بود. وی به خاندان ایماگاوا خدمت می‌کرد.